# Симон Фіркович (електронік)
Шимон Фіркович (народився 16 травня 1920 року в Мелітополі, помер 24 червня 1976 року у Варшаві) - польський інженер-електронік караїмської національності.

## Біографія
Народився в Мелітополі (Україна) в сім'ї караїмів. У 1938 році закінчив залізничний технікум у Вільно, отримавши звання електротехніка. Будучи добровольцем, він брав участь у вересневій кампанії в 1939 році в рядах Тракайської добровольчої роти. Мобілізований у 1944 році до 1-ї польської армії, брав участь, серед іншого, у боях за Колобжег .
У 1946 - 1950 роках навчався на електротехнічному факультеті Вроцлавського технологічного університету. Наукову діяльність розпочав у 1948 р. асистентом проф. Анджея Єллонека на кафедрі радіотехніки Вроцлавського технологічного університету. Багато років він професійно працював в електронній промисловості, тобто в 1950-1952 рр. завідуючим лабораторією в Науково-дослідному центрі комунікаційного обладнання в Зегже, де проводив різні будівельні та лабораторні роботи у галузі військової радіотехніки, а потім майже 5 років на Заводі з виробництва електричних ламп на посаді начальника відділу технічного контролю, а потім на посаді головного технолога. У 1957 році він почав працювати в Індустріальному інституті електроніки; спочатку як асистент, а згодом як незалежний науковий співробітник. З 1965 року працював в Інституті автоматизації Польської академії наук (нині Інститут системних досліджень Польської академії наук), де був завідувачем лабораторії надійності, а потім завідувачем Департаменту контролю якості Методи. Він також був багаторічним заступником директора Інституту з наукових досліджень. Ступінь доктора філософії в галузі технічних наук отримав в 1961 році в Інституті фундаментальних технологічних досліджень для своєї дисертації Іскри оксидних катодів в електронно-вакуумних трубках, а в 1964 році на основі наукових досягнень і дисертації Деяких питання надійності, отриманих в Варшавському технологічному університеті докторського ступеня.
Наукові досягнення та результати підготовки наукових кадрів виправдали присвоєння вченого звання доцента технічних наук у 1971 році. Спеціалізувався на теорії надійності. У початковий період своєї наукової діяльності він зосередився на питаннях надійності електронних ламп, поступово переходячи до більш загальних питань теорії надійності, головним чином в її статистичному підході. Наукові досягнення включають понад 80 публікацій у різних національних та закордонних журналах, авторство 2-х книг, співавторство 4-х книг та багато сценаріїв. Окрім наукової та дослідницької діяльності, він також вів дидактичну діяльність. У 1957-1962 роках викладав у Вроцлавському технічному університеті, а в 1959 - 1976 роках - у Варшавському технологічному університеті.
Похований на Караїмському кладовищі у Варшаві на вулиці Редутова, 34.

## Вибрані публікації
- Statystyczna ocena jakości i niezawodności lamp elektronowych, Warszawa 1963
- Matematyczne podstawy oceny niezawodności, [współaut.], Warszawa 1966
- Przekaźnik elektromechaniczny o zmiennej strukturze obwodu sterującego, [współaut. z Januszem Migalskim], Warszawa 1966
- Statystyczne badanie wyrobów, Warszawa 1970
- Metody statystyczne w sterowaniu jakością, red. S. Firkowicz, Wrocław 1977
- Zasady profilaktyki obiektów technicznych, [współaut. z Januszem Karpińskim], Warszawa 1981